# Aleurocanthus delottoi
Aleurocanthus delottoi là một loài côn trùng cánh nửa trong họ Aleyrodidae, phân họ Aleyrodinae.
Aleurocanthus delottoi được Cohic miêu tả khoa học đầu tiên năm 1969.